# Michael E. Soulé
Michael Ellman Soulé, né le 28 mai 1936 à San Diego (Californie) et mort le 17 juin 2020, est un biologiste américain.

## Biographie
Michael E. Soulé est surtout connu pour ses travaux en biologie de la conservation. Il obtient un Ph.D. en biologie des populations à l'Université Stanford en travaillant avec Paul R. Ehrlich. Il est coauteur avec Gary Lease d'un ouvrage d'essais intitulé « Reinventing nature?: responses to postmodern deconstruction » (Réinventer la nature ? réponses à la déconstruction postmoderne) (1995), qui constitue une réponse aux arguments présentés par l'historien de l'environnement William Cronon dans « Uncommon ground: toward reinventing nature » (1995).
Il fut professeur de biologie à l'université du Michigan, Ann Arbor et enseignant chercheur en études environnementales à l'université de Californie, Santa Cruz. Michael Soulé est cofondateur et premier président de la Society for Conservation Biology (Société pour la biologie de la conservation) et siège actuellement aux comités de Round River Conservation Studies et The Wildlands Project).

## L'organisateur
En 1978 Soulé organise à San Diego une conférence intitulée « First International Conference on Conservation Biology » considérée comme un tournant dans la structuration de la biologie de conservation en discipline bien organisée synthétisant de nombreux domaines de connaissance autour du projet de conservation de la nature. Il publie ensuite une anthologie pour souligner l'émergence de la nouvelle discipline.
En 1981, interessé par le bouddhisme zen, il organise au Los Angeles Zen Center une conférence pour explorer les liens entre religion et écologie. Il y invite Arne Naess, inventeur du terme écologie profonde, qui aura une influence majeure sur sa vie et avec lequel il nouera une longue amitié.
En 1985, il organise une deuxième conférence sur la biologie de conservation à l'université du Michigan, prélude à la fondation en 1986 de la Society for Conservation Biology dont il est souvent considéré comme le principal fondateur. Le journal Conservation Biology, fondé par David Ehrenfeld, devient le journal phare de la société. Soulé demande à Naess de rédiger un discours pour cette deuxième conférence car, dit-il, « je pense qu'il a fourni les meilleurs fondements philosophiques à la conservation depuis Aldo Leopold. »

### Contribution au forum de 1986
Soulé a fait partie du comité organisateur du National Forum on BioDiversity qui a popularisé le terme biodiversité, contribuant au livre issu du forum par un article intitulé Mind in the Biosphere; Mind of the Biosphere.
Il y relève que « Nous ne pouvons réussir à enseigner la biophilie par des arguments économiques et des raisonnements écologiques seulement. Nous devons veiller à ce qu'ils (les étudiants) aient des expériences limbiques (émotionnelles), pas seulement néocorticales (rationnelles). Nous devons apprendre des experts – politiciens et consultants en publicité qui ont maîtrisé l'art de la motivation. Ils nous diront que les faits sont sans importance. Les statistiques sur les taux d'extinctions se calculent, mais ils ne convertissent pas...Bien que cela puisse paraître hérétique, notre mission comme conservationniste (non comme éducateur), devrait être de motiver les enfants et les citoyens, non de les informer. La recherche pourrait montrer que ces deux objectifs sont incompatibles,. »

## Le théoricien
En 1980, il qualifie la biologie de conservation de discipline orientée mission et lance un appel émotionnel aux armes car le manteau vert de la Terre et maintenant ravagé et pillé dans une frénésie d’exploitation par une masse d’humains et de bulldozers qui se développent comme des champignons.
En 1985, dans un article visant à définir la biologie de conservation, il la qualifie de discipline de crise, analogue à la science du cancer,dans laquelle il faut agir avant de connaître les faits et basant cette action sur l'intuition autant que l'information. Sa relation avec la biologie est similaire à celle de la chirurgie à la physiologie et de la guerre à la science politique. Elle tend à être holiste, en deux sens du mot : écologique et multidisciplinaire.
Il lui applique deux types de postulats : fonctionnels ou mécaniques et éthiques ou normatifs.
Parmi les premiers, le fait que les espèces qui constituent les communautés naturelles sont généralement le produit d’une coévolution, qu’elles sont interdépendantes – ce qui ne signifie pas que chaque espèce soit essentielle pour la fonction de la communauté car il y a toujours des incertitudes sur les conséquences biologiques d’une extinction.
Les postulats normatifs (éthiques) sont des affirmations de valeur qui permettent de créer la base d’une éthique d’attitudes appropriées envers d’autres formes de vie – une écosophie, selon une terminologie empruntée à Arne Naess.
Le premier postula éthique est que la diversité des organismes est bonne – une affirmation qui, pour Soulé, ne peut être testée ou démontrée.
Un corollaire de ce postulat est que l’extinction de populations avant l’heure est mauvaise. Ce qui ne veut pas dire que la biologie de conservation abhorre les extinctions en soi, car elle sont compensées par des spéciations naturelles. Mais elles sont rares à l’échelle temporelle humaine.
Il pourrait paraître logique d’étendre cette aversion des extinctions anthropogènes des populations à la souffrance et à la mort ultime des individus car les populations sont composées d’individus. Soulé ne crois pas que ce soit nécessaire ou désirable pour la biologie de conservation.
Bien que les maladies et souffrances des animaux soient déplaisantes et, peut-être, regrettables, les biologistes reconnaissent pour lui que la conservation est engagée dans la protection de l’intégrité et de la continuité des processus naturels, non dans le bien-être des individus.
L’impératif éthique de conserver la diversité des espèces est distinct de toute norme sociétale sur la valeur du bien-être des animaux individuels et plantes.
Pour Soulé, ceci n’exclut pas les systèmes éthiques qui fournissent des guidances comportementales sur les relations appropriées avec les individus des autres espèces, spécialement quand le comportement humain cause des souffrances animales non-nécessaires. Conservation et bien être animal sont toutefois conceptuellement distinct et devraient rester politiquement séparés.
Le deuxième postulat éthique est que la complexité écologique est bonne. Il adjoint au premier postulat la diversité des habitats et des processus écologiques complexes. Et comme lui, il exprime une préférence pour la nature sur l’artifice, pour la wilderness sur les jardins. Mais les écologues ne peuvent prouver que cette préférence doit être la norme pour la gestion des habitants.
Soulé reconnaît que la diversité biologique peut-être augmentée artificiellement, mais considère que cet accroissement peut-être plus apparent que réel.
Troisième postulat éthique, l’évolution est bonne. En postulant que la vie est bonne, comment pourrait-on maintenir une neutralité éthique face à l’évolution ?
Quatrième postulat éthique, la diversité biotique a une valeur intrinsèque. Pour Soulé, c’est le postulat le plus fondamental. Les espèces ont en elles une valeur qui n’est ni conférée ni révocable, mais émane de leur long héritage évolutionnaire, de leur potentiel ou même du simple fait de leur existence.

## Le militant
Il attribuait son militantisme compulsif à se battre pour la conservation au fait qu'il avait été un élève de Paul Ehrlich. Il s’est dit « étonné que tous les écologues ne soient pas des biologistes de conservation – mais peut-être le sont-ils tous, sans le savoir encore ? Nous y sommes obligés, comme citoyens de la planète, comme la seule espèce capable de défaire les dommages que nous lui avons infligés et de prévenir un holocauste massif. »

### Ré-ensauvagement
Avec Reed Noss, Soulé fut le créateur de la première définition du ré-ensauvagement,, terme né au sein de l'ONG Earth First! C'est pour eux un complément à la conservation de la biodiversité qui forment ensemble la conservation. Il doit mettre l’accent sur la restauration et la protection de grandes zones sauvages (wilderness).

## Vie spirituelle
D'origine juive, Soulé a porté un intérêt marqué pour l'écologie profonde d'Arne Naess ainsi que pour le bouddhisme zen, au point d'avoir fait un break dans sa carrière académique de biologiste pour diriger un institut d'études bouddhistes. Mais à la question « vous indentifiez-vous comme un bouddhiste », il répond : « je ne sais pas... cela implique de définir ce qu'est un bouddhiste. Mais j'ai des affinités à l'égard de nombreuses idées bouddhistes. »
Dans  BioDiversity, il mentionne qu’un soûtra nous enseigne: chaque chose a sa propre valeur intrinsèque, et elle est reliée à toutes autres choses en fonctionnalité et position. Selon lui, l'écologie affirme cela.
À la question « Qu’est-ce que la valeur intrinsèque ?», il répond : « je ne suis pas un philosophe et je ne l’ai pas imaginé. Mais, intuitivement, quand on me demande, Devons-nous sauver telle ou telle espèce : la réponse est toujours OUI ! Avec un point d'exclamation ! Parce que c’est évident. Et si vous me demandez de la justifier, je vais passer à une conscience plus cognitive et peux commencer à vous donner des raisons, des raisons économiques, des raisons esthétiques. Elles sont toutes dualistes en un sens. Mais le sentiment sous-jacent c’est OUI ! Et ce Oui vient de l’affirmation de faire partie de l'ensemble, faire partie du processus évolutionnaire. Et d’accord avec Arne Naess que chaque espèce, chaque entité devrait être autorisée à continuer son évolution et suivre sa destinée - ce n’est pas ordonné ou quoi que ce soit, mais ça fait juste sa ‘chose’ ; comme nous disons. Pourquoi pas ? Ce ‘pourquoi pas’ c’est qu’il y trop de gens».
Pour lui, « Chaque individu, chaque élément de l'univers est un miroir à une infinité de facettes. Nous sommes constamment en train de réfléchit ous le reste. C'est comme un hologramme. Chaque partie contient le tout. C'est très mystique, mais -parlant comme scientifique - notre matériel génétique se rappelle son séjours dans la soupe organique où nous étions fondamentalement quelques simples chemins biochimiques - ils sont toujours là. »
À la fin de sa vie, en quête de l'explication ultime de la répugnance humaine à protéger la biodiversité, Soulé a tourné son attention vers l'étude des liens entre la conservation et les sept péchés capitaux, examinant leur histoire et leur évolution tout à la fois en scientifique et en pratiquant bouddhiste,.
Pour lui, au moins cinq de ces péchés sont issus de l'évolution : l'avarice, la colère, le plaisir, la gourmandise et la paresse. Ils sont enfouis dans l'ADN de toutes les espèces. L'orgueil et l'envie sont plus récents et peut-être culturels.
Ces cinq étaient la clé de la survie et de la reproduction. La forme physique chez n'importe quelle espèce est définie par l'apport de gènes que vous pouvez laisser dans la génération suivante. Par exemple, la gourmandise était adaptative parce que les sources de nourriture de nombreuses espèces sont dispersées et irrégulières. La stratégie de survie consiste à consommer autant que possible lorsque vous en avez l'occasion, car le prochain repas peut ne pas se présenter avant un certain temps. Certains reptiles et amphibiens peuvent manger jusqu'à 70% de leur poids corporel en une seule séance. La paresse physique a aidé un individu à récupérer l'énergie dépensée en rassemblant de la nourriture. La cupidité a recueilli ce dont on avait besoin pour survivre. La colère a poussé quelqu'un à l'action; et avec la cupidité, la colère protégeait ce dont on avait besoin pour survivre. La clé pour les humains et la nature est qu'il y a 10 000 ans, la cupidité, la luxure, la gourmandise, la paresse et la colère augmentaient notre forme physique individuelle. La question qui se pose maintenant est la suivante : la planète peut-elle survivre aux péchés capitaux aux niveaux actuels de la population humaine, de la richesse économique et du niveau technologique de sophistication?

## Œuvre

### Ouvrages
- (en-US) Michael E. Soulé et Bruce A. Wilcox, Conservation Biology : An Evolutionary-Ecological Perspective, Sunderland (Massachusetts), Sinauer Associates Inc. (en), 1980, xv + 395 (ISBN 0-87893-800-1 et 978-0-87893-800-1, SUDOC 00753664X).
- (en) Otto H. Frankel et Michael E. Soulé, Conservation and Evolution, Cambridge et New York, Cambridge University Press, 1981, viii + 327 (ISBN 0-521-23275-9 et 0-521-29889-X, SUDOC 024254029, présentation en ligne).
- (en-US) Michael E. Soulé, Conservation Biology : The Science of Scarcity and Diversity, Sunderland (Massachusetts), Sinauer Associates Inc., 1986, xiii + 584 (ISBN 0-87893-795-1 et 0-87893-794-3, SUDOC 006066704).
- (en) Michael E. Soulé, Viable Populations for Conservation, Cambridge et New York, Cambridge University Press, 1987, x + 189 (ISBN 0-521-33390-3 et 0-521-33657-0, SUDOC 181458926, présentation en ligne).
- (en-US) Michael E. Soulé et Gordon H. Orians, Society for Conservation Biology, Conservation Biology : Research Priorities for the Next Decade, Washington, Covelo (Californie) et Londres, Island Press, 2001, xvii + 307 (ISBN 1-55963-868-0 et 1-559-63869-9, SUDOC 071014578, présentation en ligne).
- (en-US) Michael E. Soulé, Collected papers of Michael E. Soulé : Early Years in Modern Conservation Biology, Washington, Covelo (Californie) et Londres, Island Press, 2014, xvi + 355 (ISBN 978-1-61091-576-2, OCLC 961530990, présentation en ligne).

### Publications scientifiques
- (en) Michael E. Soulé, « What is Conservation Biology? : A new synthetic discipline addresses the dynamics and problems of perturbed species, communities, and ecosystems », BioScience, Washington, D.C. / Oxford, American Institute of Biological Sciences (en) (AIBS) / Oxford Academic, vol. 35, no 11,‎ 1er décembre 1985, p. 727-734 (ISSN 0006-3568 et 1525-3244, DOI 10.2307/1310054, JSTOR 1310054, résumé, lire en ligne).
- (en-US) Michael Soulé, Michael Gilpin, William Conway et Tom Foose, « The Millenium Ark : How Long a Voyage, How Many Staterooms, How Many Passengers? », Zoo Biology (en), New York, Alan R. Liss, Inc., vol. 5, no 2 « Proceedings of the Workshop on Genetic Management of Captive Populations »,‎ 1986, p. 101-113 (ISSN 0733-3188, DOI 10.1002/zoo.1430050205, résumé).
- (en-US) Michael Soulé, « The “New Conservation” », Conservation Biology, Washington, D.C., Society for Conservation Biology, vol. 27, no 5,‎ octobre 2013, p. 895–897 (ISSN 0888-8892 et 1523-1739, DOI 10.1111/cobi.12147, lire en ligne).